# فلك (أسطورة)
فلك بحسب الأساطير العربية هو الثعبان العملاق الذي يعيش تحت السمكة المعروفة باسم بهموت. وقد ورد ذكره أيضًا في قصص ألف ليلة وليلة باعتباره وحشًا خطيرًا. ويقال إنها لا تخشى إلا قوة الله العظمى والتي تمنعها من أكل الخليقة كلها.
على الرغم من ذلك، ووفقًا للإسلام، فإن وصف فلك بأنه قادر على كل شيء هو أمر خاطئ لأنه إما خيالي أو أن المصطلح يجب أن يطبقه بعض المتدينين فقط على إلههم.

## الوصف
الفلك خطيرة جد، ولكن لحسن الحظ، تبقى بشكل عام في الأنفاق التي تحفرها في الأرض. ليست كبيرة جدًا، ومع ذلك فهي قادرة على النمو إلى حجم ضخم إذا أعطيت ما يكفي من الطعام والماء.

## أسماء أخرى
يشبه الفلك إلى حد كبير الأسطورة الإسكندنافية يورمونغاند التي تشير إلى الجذور البروتو آرية المشتركة لتاريخ المخلوق.

## القوى والقدرات
يُقال إن الفلك قوي جدا، ويمكنه أن يبتلع الأرض والسماء والجحيم الستة التي فوقه. ولديه مناعة ضد النيران بالإضافة إلى قدرته على تحمل الحرارة العالية.